# Послідовність Фібоначчі

Розбиття на квадрати, в яких кожна довжина сторін підпорядковується послідовності чисел Фібоначчі

Спіраль Фібоначчі: апроксимація золотої спіралі утворена круглими дугами, що проведені через протилежні кути квадратів Фібоначчі; в цьому прикладі сторони квадратів були такими: 1, 1, 2, 3, 5, 8, 13, 21, і 34.

Послідо́вність Фібона́ччі, чи́сла Фібона́ччі — у математиці числова послідовність {\displaystyle {F_{n}},} задана рекурентним співвідношенням другого порядку
{\displaystyle F_{1}=1,F_{2}=1,F_{n+2}=F_{n}+F_{n+1},n=1,2,3,\ldots ,}
{\displaystyle F_{1}=1,F_{2}=1,F_{3}=2,F_{4}=3,F_{5}=5,F_{6}=8,F_{7}=13,F_{8}=21,\,}
і т. д. Ця послідовність виникає у найрізноманітніших математичних ситуаціях — комбінаторних, числових, геометричних.
Простіше кажучи, перші два члени послідовності — одиниці, а кожний наступний — сума значень двох попередніх чисел:
{\displaystyle 1,\;1,\;2,\;3,\;5,\;8,\;13,\;21,\;34,\;55,\;89,\;144,\;\ldots \;}
Часто, особливо в сучасному вигляді, послідовність доповнюється ще одним початковим членом:
{\displaystyle 0,\;1,\;1,\;2,\;3,\;5,\;8,\;13,\;21,\;34,\;55,\;89,\;144,\;\ldots \;}.
За визначенням, перші два числа в послідовності Фібоначчі є або 1 і 1, або 0 і 1, залежно від обраного початку послідовностей, а кожне наступне число є сумою двох попередніх.
В математичних термінах послідовність чисел Фібоначчі Fn визначається як рекурентне співвідношення
{\displaystyle F_{n}=F_{n-1}+F_{n-2},}
із початковими значеннями 
{\displaystyle F_{1}=1,\;F_{2}=1}
або
{\displaystyle F_{0}=0,\;F_{1}=1.}

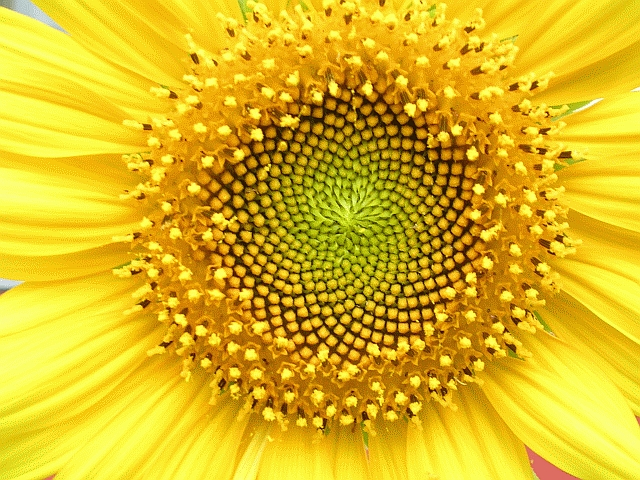
Суцвіття соняшника з 34 спіралями в один бік і 55 в інший

У природі числа Фібоначчі часто трапляються в різних спіральних формах. Так, черешки листя примикають до стебла по спіралі, що проходить між двома сусідніми листками: 1/3 повного оберту в ліщини, 2/5 — у дуба, 3/8 — у тополі і груші, 5/13 — у верби; лусочки на ялиновій шишці, насіння соняшника розташовані спіралями, причому кількості спіралей кожного напрямку також, як правило, числа Фібоначчі.
Послідовність названа на честь математика XIII століття Леонардо Фібоначчі з Пізи. Його 1202 книга — Книга абака — представила цю послідовність спільноті західноєвропейських математиків, хоча така послідовність вже була описана раніше як числа Вараханка в індійській математиці. Послідовність, описана в «Книзі абака», починалася з F1 = 1.

## Формула Біне
Числа Фібоначчі тісно пов'язані з золотим перетином {\displaystyle \phi ={\frac {1+{\sqrt {5}}}{2}}.} Формула Біне виражає за допомогою {\displaystyle \phi } значення {\displaystyle F_{n}} в явному вигляді як функцію від {\displaystyle n}:
{\displaystyle F_{n}={\frac {\phi ^{n}-(-\phi )^{-n}}{\phi -(-\phi )^{-1}}}={\frac {\left({\frac {1+{\sqrt {5}}}{2}}\right)^{n}-\left({\frac {1-{\sqrt {5}}}{2}}\right)^{n}}{\sqrt {5}}}\approx {\frac {\phi ^{n}}{\sqrt {5}}}\quad (n\geqslant 1).}
При цьому {\displaystyle \phi =1,618\ldots \,\!} і {\displaystyle (-\phi )^{-1}=1-\phi =-0,618\ldots \,\!} є коренями квадратного рівняння {\displaystyle x^{2}-x-1=0\,\!}.
Оскільки {\displaystyle -1<1-\phi <0,} знаходимо, що при {\displaystyle n\geqslant 1,\ -1<(1-\phi )^{n}<1.} Тому з формули Біне випливає, що для всіх натуральних {\displaystyle n,\,F_{n}} є найближчим до
{\displaystyle {\frac {\phi ^{n}}{\sqrt {5}}}\,} цілим числом, тому {\displaystyle F_{n}=\left[{\frac {\phi ^{n}}{\sqrt {5}}}\right]} або {\displaystyle F_{n}=\left\lfloor {\frac {\phi ^{n}}{\sqrt {5}}}+{\frac {1}{2}}\right\rfloor }. Зокрема, справедлива асимптотика {\displaystyle F_{n}\sim {\frac {\phi ^{n}}{\sqrt {5}}},\ n\to \infty .}

## Властивості чисел Фібоначчі
- Найбільший спільний дільник двох чисел Фібоначчі дорівнює числу Фібоначчі з індексом, рівним найбільшому спільному дільнику індексів, тобто: {\displaystyle (F_{m},F_{n})=F_{(m,n)}\,\!}. Внаслідок цього:
  - {\displaystyle F_{m}} ділиться на {\displaystyle F_{n}} тоді й тільки тоді, коли {\displaystyle m} ділиться на {\displaystyle n} (за винятком {\displaystyle n=2});
  - кожне третє число Фібоначчі парне ({\displaystyle F_{3}=2,F_{6}=8,F_{9}=34});
  - кожне четверте ділиться на три ({\displaystyle F_{4}=3,F_{8}=21,F_{12}=144});
  - кожне п'ятнадцяте закінчується нулем ({\displaystyle F_{15}=610});
  - два сусідніх числа Фібоначчі взаємно прості;
  - {\displaystyle F_{m}} може бути простим тільки для простих {\displaystyle m} (за єдиним винятком {\displaystyle m=4,} що пов'язано з {\displaystyle F_{2}=1}). Зворотне твердження неправильне: {\displaystyle F_{19}=4181=37\cdot 113,} хоча {\displaystyle 19} — просте число. Тепер невідомо, чи існує нескінченно багато простих чисел Фібоначчі.
- Використовуючи те саме рекурентне співвідношення, що і на початку, у вигляді {\displaystyle F_{n}=F_{n+2}-F_{n+1}}, можливо поширити визначення чисел Фібоначчі і на від'ємні індекси: {\displaystyle F_{0}=0,F_{-1}=1,F_{-2}=-1,F_{-3}=2,F_{-4}=-3,F_{-5}=5,\ldots .} Неважко переконатися, що {\displaystyle F_{-n}=(-1)^{n+1}F_{n},} тобто одержуємо таку саму послідовність із знаками, що чергуються.
- Послідовність чисел Фібоначчі є частковим випадком генерованої послідовності, її характеристичний многочлен рівний {\displaystyle x^{2}-x-1} і має корені {\displaystyle \phi } і {\displaystyle -1/\phi }.
- Генератрисою послідовності чисел Фібоначчі є:

{\displaystyle 0+x+x^{2}+2x^{3}+3x^{4}+5x^{5}+\dots =\sum _{n=0}^{\infty }F_{n}x^{n}={\frac {x}{1-x-x^{2}}}}
- Числа Фібоначчі можна представити значеннями континуант на наборі одиниць: {\displaystyle F_{n}=K_{n}(1,\dots ,1)}, тобто

{\displaystyle F_{n}=\det {\begin{pmatrix}1&1&0&\cdots &0\\-1&1&1&\ddots &\vdots \\0&-1&\ddots &\ddots &0\\\vdots &\ddots &\ddots &\ddots &1\\0&\cdots &0&-1&1\end{pmatrix}}}, а також {\displaystyle \ F_{n+1}=\det {\begin{pmatrix}1&i&0&\cdots &0\\i&1&i&\ddots &\vdots \\0&i&\ddots &\ddots &0\\\vdots &\ddots &\ddots &\ddots &i\\0&\cdots &0&i&1\end{pmatrix}}},
де матриці мають розмір {\displaystyle n\times n}, {\displaystyle i} — уявна одиниця.
- Для будь-якого n,

{\displaystyle {\begin{pmatrix}1&1\\1&0\end{pmatrix}}^{n}={\begin{pmatrix}F_{n+1}&F_{n}\\F_{n}&F_{n-1}\end{pmatrix}}.}
Ця формула надає швидкий алгоритм обчислення чисел Фібоначчі за допомогою матричного варіанта алгоритму швидкого піднесення до степеня. Обчислення визначників дає:
{\displaystyle (-1)^{n}=F_{n+1}F_{n-1}-F_{n}^{2}}
- Відношення {\displaystyle {\frac {F_{n+1}}{F_{n}}}} є підходящими дробами золотого перетину {\displaystyle \phi } і, зокрема, {\displaystyle \lim _{n\to \infty }{\frac {F_{n+1}}{F_{n}}}=\phi }.

Доведення. Позначимо {\displaystyle \lim _{n\to \infty }{\frac {F_{n+1}}{F_{n}}}=x.} Враховуючи, що {\displaystyle F_{n+1}=F_{n}+F_{n-1},} і вважаючи, що шукана границя існує і не дорівнює нулю, запишемо:
{\displaystyle \lim _{n\to \infty }{\frac {F_{n+1}}{F_{n}}}=\lim \limits _{n\to \infty }{\frac {F_{n}+F_{n-1}}{F_{n}}}=1+\lim \limits _{n\to \infty }{\frac {F_{n-1}}{F_{n}}}=1+{\frac {1}{\lim \limits _{n\to \infty }{\frac {F_{n}}{F_{n-1}}}}}=1+{\frac {1}{\lim \limits _{n\to \infty }{\frac {F_{n+1}}{F_{n}}}}}.}
Отримуємо просте рівняння {\displaystyle x=1+{\frac {1}{x}},} яке зводиться до квадратного рівняння {\displaystyle x^{2}-x-1=0.}
Розв'язками є числа {\displaystyle x_{1}={\frac {1+{\sqrt {5}}}{2}}} і {\displaystyle x_{2}={\frac {1-{\sqrt {5}}}{2}}.}
Очевидно, що розв'язок {\displaystyle x_{2}<0} не підходить, тому остаточно:
{\displaystyle \lim \limits _{n\to \infty }{\frac {F_{n+1}}{F_{n}}}={\frac {1+{\sqrt {5}}}{2}}=\phi .}
- Суми біноміальних коефіцієнтів на діагоналях трикутника Паскаля є числами Фібоначчі з огляду на формулу

{\displaystyle F_{n+1}=\sum _{k=0}^{\lfloor n/2\rfloor }{n-k \choose k}}.
- У 1964 р. J. H. E. Cohn довів, що єдиними точними квадратами серед чисел Фібоначчі є {\displaystyle F_{0}=0,F_{1}=F_{2}=1} і {\displaystyle F_{12}=144=12^{2}.}

- Множина чисел Фібоначчі збігається з множиною натуральних значень наступного полінома двох змінних

{\displaystyle P(x,y)=2xy^{4}+x^{2}y^{3}-2x^{3}y^{2}-y^{5}-x^{4}y+2y,}
де {\displaystyle x,y\in \mathbb {Z} } — цілі числа. (див. P. Ribenboim, The New Book of Prime Number Records, Springer, 1996, с. 153). Цей факт, виявлений Дж. Джоунзом, відіграє ключову роль у теоремі Матіясевича (негативному розв'язанні десятої проблеми Гільберта), тому що він надає спосіб задати експоненціально зростаючу послідовність чисел Фібоначчі у вигляді діофантової множини.

## Числа Фібоначчі заO(ln n)
Ідея полягає в наступному:
{\displaystyle F_{n}=F_{n-1}+F_{n-2};}
{\displaystyle F_{n+1}=F_{n}+F_{n-1}=2\cdot F_{n-1}+F_{n-2}.}
Можна користуватися цими формулами в початковому вигляді, проте більш ефективним буде таке матричне рівняння:
{\displaystyle {\begin{pmatrix}F_{n}\\F_{n+1}\end{pmatrix}}={\begin{pmatrix}1&1\\1&2\end{pmatrix}}\cdot {\begin{pmatrix}F_{n-2}\\F_{n-1}\end{pmatrix}}.}
Якщо через A позначити матрицю
{\displaystyle A={\begin{pmatrix}1&1\\1&2\end{pmatrix}},}
то отримаємо
{\displaystyle {\begin{pmatrix}F_{2n}\\F_{2n+1}\end{pmatrix}}=A^{n}\cdot {\begin{pmatrix}1\\1\end{pmatrix}}.}
Отже, щоб вирахувати 2n-е/2n+1-ше число Фібоначчі, треба матрицю A піднести до n-го степеня, а це можна зробити за O(ln n) операцій.
Зауважимо, що аналогічним способом можна знаходити n-ий член довільної послідовності, заданої лінійним рекурентним рівнянням, за O(ln n) операцій.

## Історія відкриття

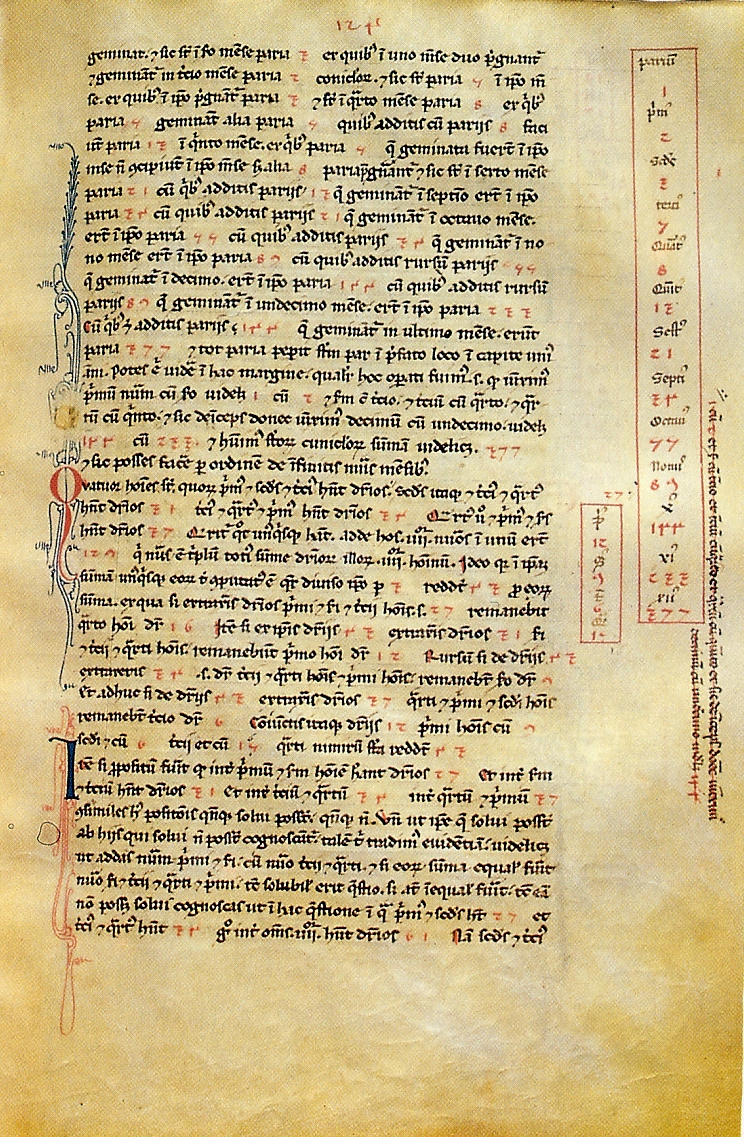
Сторінка з Liber abaci Фібоначчі, книга зберігається в Національній центральній бібліотеці Флоренції. В прямокутній рамці справа послідовність Фібоначчі; порядкові номери вказані шрифтом чорного кольору словами латиною, з десятого номера — римськими цифрами, сама послідовність подана червоним кольором арабськими цифрами.

У XIII столітті італійський математик Фібоначчі розв'язував таку задачу: Фермер годує кроликів. Кожна пара кроликів народжує одну пару кроликів, коли парі стає 2 місяці, а потім дає потомство в 1 пару щомісяця. Скільки пар кроликів буде у фермера через n місяців, якщо спочатку у нього була лише одна пара кроликів (вважаємо, що кролики не гинуть і кожен народжений дає потомство за вище описаною схемою)?
Очевидно, що першого та другого місяця у фермера залишається одна пара, оскільки потомства ще немає. На третій місяць буде дві, оскільки перші через два місяці народять другу пару кроликів. На четвертий місяць перші кролики дадуть ще одну, а другі кролики потомства не дадуть, оскільки їм ще тільки один місяць. Отож на четвертий місяць буде три пари кроликів.
Можна помітити, що кількість кроликів після n-го місяця дорівнює кількості кроликів, які були у n-1 місяці, плюс кількість народжених кроликів. Останніх буде стільки, скільки є кроликів, що дають потомство, або дорівнює кількості кроликів, яким уже виповнилося 2 місяці (тобто кількості кроликів після n-2 місяця).
Якщо через Fn позначити кількість кроликів після n-го місяця, то маємо таке рекурентне співвідношення:
{\displaystyle F_{n}=F_{n-1}+F_{n-2},F_{1}=F_{2}=1}
Покладемо F0 = 0, при цьому співвідношення при n = 2 залишиться істинним. Таким чином утворюється послідовність
0, 1, 1, 2, 3, 5, 8, 13, 21, 34, 55, 89, 144, …

У зростаючій ідеалізованій популяції кількість пар кроликів утворює послідовність Фібоначчі. Наприкінці n-го місяця кількість пар дорівнює F_{n.}